# Stockholm Centralposthus
Stockholm Centralposthus er et byggnadsminne med hovedindgang i Vasagatan 28-34 i karréen Blåmannen i bydelen Norrmalm i Stockholm i Sverige. Bygningen opførtes i årene fra 1898 til 1903 efter tegninger for eksteriøret og posthallen af  arkitekten Ferdinand Boberg og for planløsningen af Gustaf Dahl. Ferdinand Boberg tegnede i øvrigt også Malmø Centralposthus. Bygningen ombyggedes af BSK Arkitekter i årene fra 1988 til 1991 og atter af Ahrbom & Partner i årene fra 2006 til 2008.
Facadeudformningen giver visse associationer til Vadstena Slot, hvilket ikke er overraskende, da Boberg var meget interesseret i middelalderlige slotte, og ved netop dette posthus lod han sig inspirere af Vadstena Slot, men bygningen er også karakteristisk for Bobergs stræben efter en uafhængig og moderne stil. Granitsokkelen giver en smidig overgang til stueetagens røde sandsten, hvor dybt indskårne muråbninger danner en kraftfuld arkade, hvis søjler føres videre som tynde pilastre i mezzaninens væg bestående af mørke rødgule mursten. Den øverste etage er udført i sandsten, og det let buede tag er beklædt med sort skifer.
Centralposthuset indviedes ved en ceremoni af kong Oscar 2. den 27. oktober 1903. Det svenske postvæsen udgav i 1974 en række frimærker, herunder to med motiver fra Centralposthuset.
Siden midten af 1990'erne, er der intet postkontor i huset og det Postens hovedsæde flyttedes til Solna i løbet af efteråret 2003. Bygningen blev senest renoveret i årene fra 2006 til 2008. I maj og juni 2008 flyttet Näringsdepartementet, Arbetsmarknadsdepartementet og dele af Regeringskansliets förvaltningsavdelning ind i huset.